# Cathérine Gebhard
Cathérine Simone Gebhard (* 9. Februar 1978 in Rheinfelden) ist eine deutsche Medizinerin, die auf Kardiologie und Gendermedizin spezialisiert ist und Leitende Ärztin und Professorin am Inselspital Bern ist.

## Biografie
Cathérine Gebhard studierte von 1998 bis 2004 Humanmedizin an der Universität Tübingen und an der University of Western Ontario in Kanada. Von 2005 bis 2007 arbeitete sie als wissenschaftliche Stipendiatin in der kardiovaskulären Grundlagenforschung am Institut für Physiologie der Universität Zürich. 2007 wurde sie in Tübingen promoviert. Ihre Facharztausbildung für Innere Medizin und Kardiologie absolvierte Gebhard an den Kantonsspitälern in Baden und Winterthur in der Schweiz. Für 2009 bis 2010 erhielt sie ein Stipendium für die Ausbildung in kardialer Bildgebung am Hammersmith Hospital am Imperial College London. Von 2010 bis 2012 arbeitete Gebhard in der Abteilung für Herzbildgebung der Klinik für Nuklearmedizin am Universitätsspital Zürich. 2012 bis 2016 war sie mit einem wissenschaftlichen Stipendium für interventionelle Kardiologie am Herzzentrum in Montreal und in Freiburg–Bad Krozingen beschäftigt.
2016 erhielt Gebhard von der Universität in Montreal den Titel PhD verliehen. Im selben Jahr wurde sie durch den Schweizerischen Nationalfonds zur Förderung der wissenschaftlichen Forschung (SNF) zur Professorin für Kardiovaskuläre Gendermedizin und Kardiale Bildgebung ernannt. Von 2016 bis 2022 arbeitete Gebhard als SNF Professorin und Oberärztin im Universitätsspital Zürich und dem Center for Molecular Cardiology der Universität Zürich. Sie erforschte dort insbesondere die altersbedingten Veränderungen des weiblichen Herzens.
Seit 2022 ist Gebhard Leitende Ärztin in der Invasiven Kardiologie des Inselspitals Bern, seit 2023 leitet sie das Zentrum für Präventive Kardiologie und gründete im gleichen Jahr das Frauenherzzentrum in Bern. Ihr Forschungsgebiet Gendermedizin hat sie seit 2022 um intensivmedizinische und infektiologische Themen erweitert, und sie leitet derzeit ein interdisziplinäres Forschungsteam, das an den Universitäten Bern, Basel und Zürich forscht.

## Preise und Auszeichnungen
- 2010: Ausbildungsstipendium der International Society on Thrombosis and Haemostasis (ISTH)
- 2011: Echokardiographie-Preis der Schweizerischen Gesellschaft für Kardiologie
- 2012: Forschungsstipendien von SNF und Novartis
- 2012: Women and Heart Award der Herzstiftung Olten, Schweiz
- 2014: Ausbildungsstipendium der Universität Montreal
- 2016: SNF-Förderungsprofessur
- 2019: Kenneth Brown Award der American Society of Nuclear Cardiology
- 2021: Ernennung als Einzelmitglied des Senates der Schweizerischen Akademie der Medizinischen Wissenschaften

## Publikationen (Auswahl)
- Mit V. Regitz-Zagrosek: Gender medicine: effects     of sex and gender on cardiovascular disease manifestation and outcomes. In:     Nature Reviews Cardiology, 2023
- Mit N. Lott: Sex hormones in SARS-CoV-2     susceptibility: key players or confounders? In: Nature Reviews     Endocrinology, 2023
- Mit A. Haider et al.: Sex and gender in     cardiovascular medicine: presentation and outcomes of acute coronary     syndrome. In: Eur Heart J, 2019
- Mit N. Mikail: Imaging of heart disease in women:     review and case presentation. In: Eur J Nucl Med Mol Imaging, 2022
- Mit R.R. Buechel et al.: Impact of Age and Sex on Left Ventricular Function Determined by Coronary Computed Tomographic Angiography: Results from the Prospective Multicentre CONFIRM Study. In: Eur Heart J Cardiovasc Imaging, 2016.